# AXNエンタテインメント
株式会社AXNエンタテインメント（エイエックスエヌエンタテインメント）は、日本の衛星基幹放送事業者。AXN株式会社の完全子会社。
スカパー!（東経110度CS放送）をプラットフォームとしており、ザ・シネマとアクションチャンネルを配信している。
かつてはソニー・ピクチャーズ・エンタテインメント（SPEJ）の傘下であったが、2021年10月1日にノジマがAXNの株式をSPEJから取得し完全子会社とした。

## 沿革
- 2013年
  - 4月1日 - 会社設立。
  - 6月1日 - スカパー!の基幹放送事業をハリウッドムービーズから変更した。
- 2021年10月1日 - ノジマがAXNの全株式を取得[3][4][2]。
- 2025年4月1日 - ザ・シネマは、スカパー!の基幹放送事業を東北新社メディアサービスから変更[5][6][7]。

## 運営中のチャンネル
両チャンネルともに番組供給事業者はAXN
- Ch.227 ザ・シネマ - CS2-ND14ch 12スロット、ハイビジョン放送
  - 2025年4月1日、東北新社メディアサービスより基幹放送事業を移管した。
- Ch.311 アクションチャンネル - ND16ch 6スロット、標準画質放送（16:9SD放送）
  - 2013年6月1日、ハリウッドムービーズより基幹放送事業を移管した。

- 但し、兄弟チャンネルである「ミステリーチャンネル」は、CS日本が衛星基幹放送事業者としてCh.316（16:9SD放送）にて放送している。